# Lagopus muta dixoni
Lagopus muta dixoni es una subespecie  de la familia Tetraonidae en el orden de los Galliformes. 

## Distribución geográfica
Se encuentra en Glacier Bay (sureste de Alaska, los Estados Unidos).